# Bobby Keys
Robert Henry Keys, detto Bobby (Slaton, 18 dicembre 1943 – Franklin, 2 dicembre 2014), è stato un sassofonista statunitense, collaboratore stabile della band britannica The Rolling Stones dal 1969 al 1973, e dal 1982 al 2014, anno in cui muore per complicazioni dovute alla cirrosi epatica che lo affliggeva da tempo.

## Discografia scelta
Un eponimo album solista fu rilasciato dalla Warner Bros. nel 1972. Inoltre, compare in:
- The Rolling Stones: Let It Bleed, Sticky Fingers, Let It Rock EP (UK), Exile on Main St., Goats Head Soup, Emotional Rescue, Flashpoint, Stripped, No Security, Shine a Light, Live Licks, Sweet Summer Sun
- Joe Cocker: Mad Dogs & Englishmen
- George Harrison: All Things Must Pass
- John Lennon: Some Time in New York City, Walls and Bridges, Rock 'n' Roll
- Keith Richards: Talk Is Cheap, Live at the Hollywood Palladium
- Ringo Starr: Ringo, Goodnight Vienna
- Ronnie Wood: 1234, Gimme Some Neck, Mahoney's Last Stand
- B.B. King: B.B. King in London
- Audience: Lunch
- Barbra Streisand: Barbra Joan Streisand
- Carly Simon: No Secrets, Hotcakes
- Chuck Berry: Hail! Hail! Rock 'n' Roll
- Delaney, Bonnie & Friends: The Original Delaney & Bonnie: Accept No Substitute, On Tour with Eric Clapton
- Donovan: Cosmic Wheels
- Dr. John: The Sun, Moon & Herbs
- Eric Clapton: Eric Clapton
- Faces: Long Player
- Harry Nilsson: Nilsson Schmilsson, Son of Schmilsson, Pussy Cats, Duit on Mon Dei
- Warren Zevon: Warren Zevon
- Humble Pie: Rock On
- Joe Ely: Lord of the Highway, Joe Ely Live, Chicago 1987
- John Hiatt: Beneath This Gruff Exterior
- Kate & Anna McGarrigle: Kate & Anna McGarrigle
- Keith Moon: Two Sides of the Moon
- Leo Sayer: Endless Flight
- Lynyrd Skynyrd: Second Helping
- John Lennon & Paul McCartney: A Toot and a Snore in '74
- Marvin Gaye: Let's Get It On (deluxe edition)
- Sheryl Crow: The Globe Sessions
- Yoko Ono: Fly
- Jim Carroll: Catholic Boy
- Graham Nash: Songs for Beginners
- Carl Carlton & The Songdogs: Love and Respect, Cahoots and Roots